# Жур

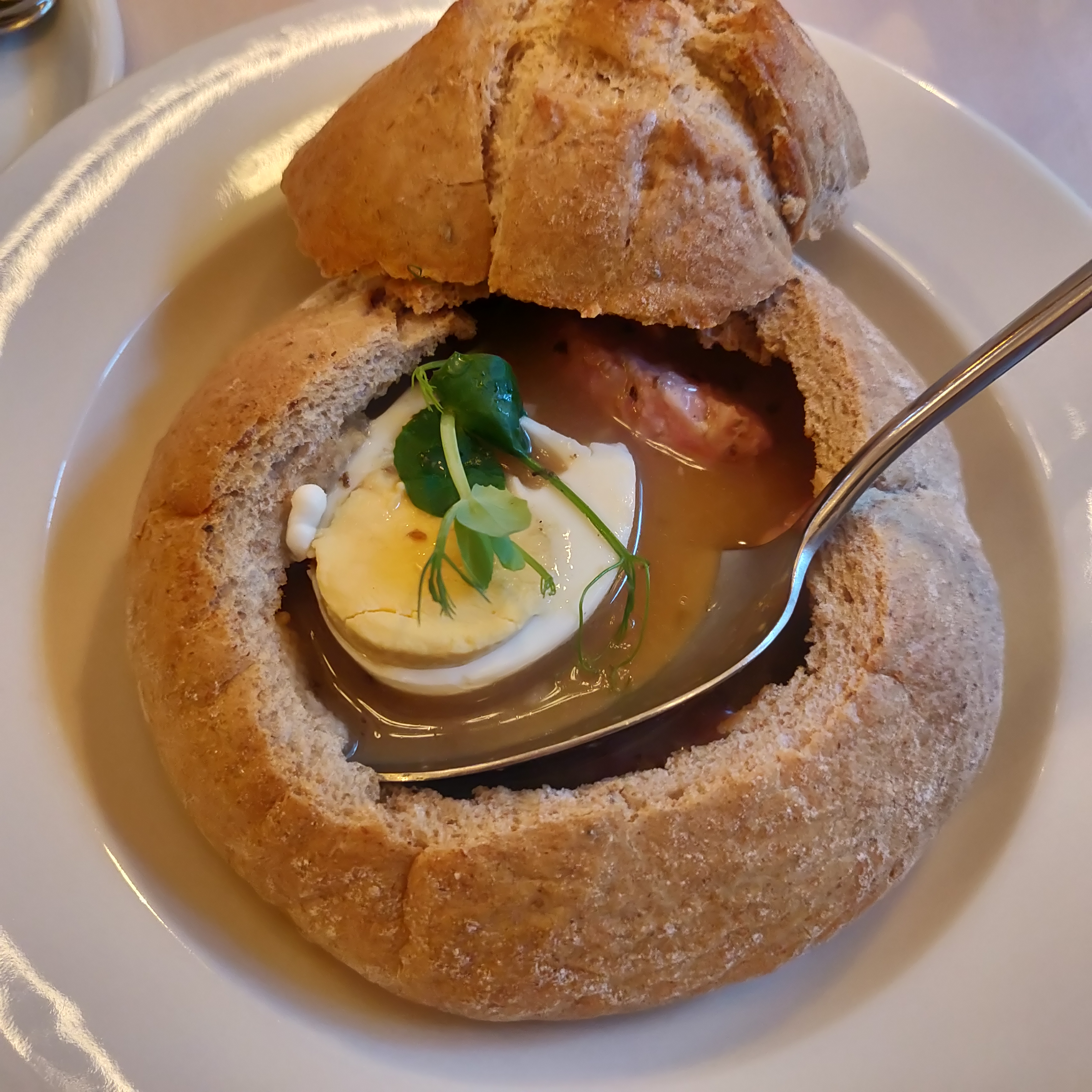
Журек поданий у хлібній скоринці

Джур або жур (пол. żur, żurek; біл. жур, кісяліца) — пісний (молочний) чи м'ясний кислий суп, заправлений закваскою на основі вівсяного чи житнього борошна, до якого додається зазвичай біла ковбаса, копчене м'ясо, варене яйце.
Закваску роблять з непросіяного борошна, розведеного водою. Її ставлять на ніч для укисання. Страву їдять з конопляною олією.
Поширена страва польської, білоруської, чеської, словацької, галицької кухонь.
Назва походить від старовинного німецького слова sūr, що означає кислий.